# Abutilon parishii
Abutilon parishii är en malvaväxtart som beskrevs av S. Wats.. Abutilon parishii ingår i släktet klockmalvor, och familjen malvaväxter. Inga underarter finns listade i Catalogue of Life.